# Angelo Frondoni
Angelo Maria Frondoni (Zibello, Emilia-Romagna, 26 de fevereiro de 1809 — Santos-o-Velho, Lisboa, 4 de junho de 1891) foi um músico, maestro, compositor, poeta e crítico de arte, de origem italiana que fez carreira em Portugal.

## Biografia

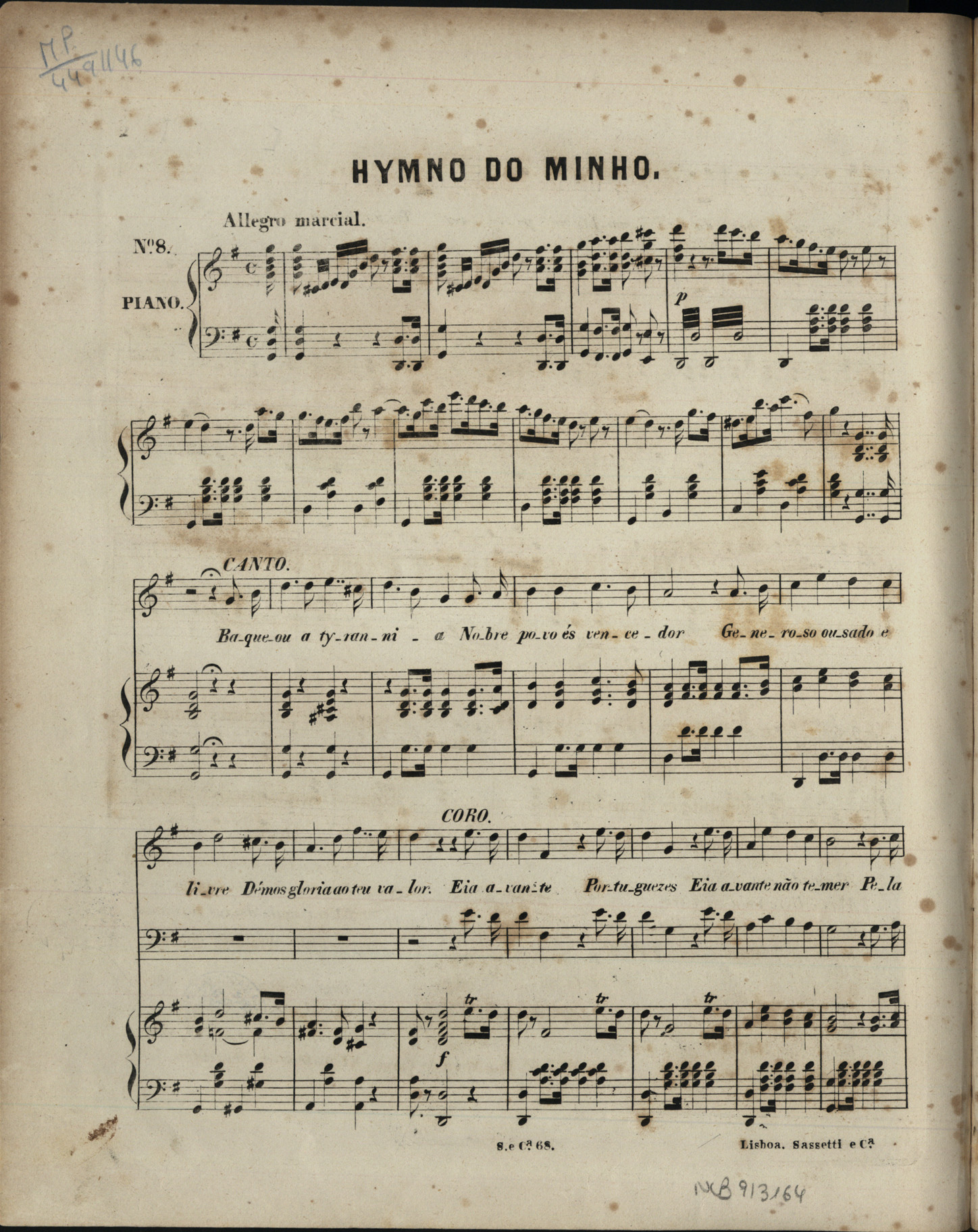
Partitura do Hino do Minho (1.ª página) - Biblioteca Nacional de Portugal.

Angelo Maria Frondoni nasceu a 26 de fevereiro de 1809, na pequena aldeia de Pieveottoville, na comuna de Zibello, província de Parma, na região da Emilia-Romagna, em Itália, filho de Paolo Frondoni e de Maddalena Marchi. Outras fontes sugerem o ano de 1812.
Radicou-se no nosso país no ano de 1838, com cerca de 26 anos, quando veio para Portugal para ser maestro do Teatro de São Carlos, contratado pelo 1.º Conde de Farrobo. As suas primeiras composições em Portugal foram dois bailados – A Ilha dos Portentos e A Volta de Pedro o Grande de Moscovo – exibidos em 1839. O seu sucesso veio de operetas e revistas populares.
No Teatro da Rua dos Condes alcançou muito êxito com a farsa O Beijo, estreada em 26 de novembro de 1844, tendo a música sido publicada pelo editor Sassetti dada a sua grande popularidade.
Mas o que tornou Ângelo Frondoni mais famoso foi em 1846 ter composto o Hino do Minho, com letra de Paulo Midosi, que ficou conhecido popularmente como Hino da Maria da Fonte. Esta música patriótica teve larga divulgação e chegou mesmo a ser aceite nos últimos tempos da Monarquia quase como um hino nacional. No entanto, como era contra o Cabralismo e Cartismo e tinha enorme popularidade, o governo de Costa Cabral, proibiu-a. Na sequência da Revolução da Maria de Fonte, Costa Cabral havia sido demitido em 20 de maio de 1846 e exilou-se em Espanha, mas D. Maria II que sempre o apoiou voltou a nomeá-lo para governar o país em 18 de junho de 1849 (que durou até 1 de maio de 1851). Ângelo Frondoni teve dissabores nesses anos, a ponto de se ver obrigado a esconder-se para não ser preso e, ao contrário do que fazia com outros artistas, D. Maria II nunca o recebeu no Paço Real.
O Conde de Farrobo que sempre estimou Frondoni,  encomendou-lhe então uma opereta para o Teatro das Laranjeiras, Mademoiselle de Mérange, em francês,  que se cantou a 11 de junho de 1847. Dedicou-se também a ser professor de Canto, para além de escrever música para muitas comédias e dramas, tendo mesmo dirigido uma companhia de ópera-cómica italiana que em 1859 se organizou no Teatro D. Fernando.
A 11 de junho de 1859, na Igreja do Loreto, ao Chiado, casou com Maria José de Almeida, natural de Lisboa, freguesia de Santa Marinha, filha de Manuel Cristóvão de Almeida e de Severina Maria da Pena. Foi pai de Madalena Frondoni Lacombe, médium da elite lisboeta, sua única filha.
Quando se construiu o Teatro da Trindade, Francisco Palha quis explorar a ópera cómica burlesca e chamou Frondoni para maestro, onde trabalhou desde O Barba Azul de 1868 até 1873. Também para o próximo Teatro Gymnasio musicou o drama Evangelho em acção (1870) e na época de 1873/74 voltou para o São Carlos, como maestro, para em 1874 apresentar a ópera burlesca O filho da senhora Angot, no Teatro do Príncipe Real.

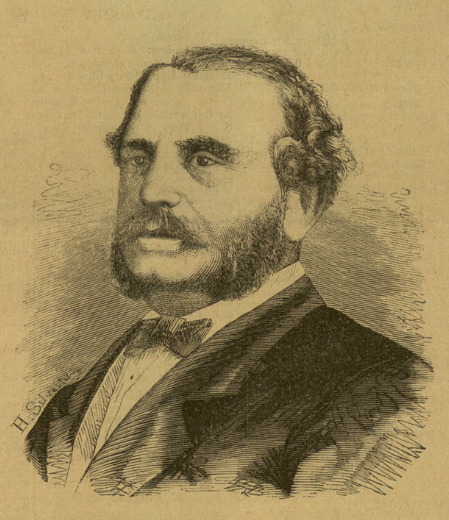
Gravura com retrato de Angelo Frondoni. Diário Illustrado (1891).

Ângelo Frondoni também se empenhou em difundir o canto coral, para o que publicou artigos em jornais, solicitou ajuda a pessoas importantes e das sociedades de canto coral de Paris e da Bélgica e abriu até um curso gratuito, tentando concretizar a ideia sem sucesso, em Lisboa e depois, no Porto.
Interessado em literatura publicou dois folhetins na Revolução de Setembro – Da Poética em música (1854) e Efeitos de música (1867), um soneto em italiano à memória de D. Pedro V (1861) na Revista Contemporânea e a composição para canto Camões e o Jau, a partir de fragmentos de poesia de António Feliciano de Castilho, elaborada por ocasião das festas do centenário de Camões de 1880.
Angelo Frondoni faleceu aos 82 anos (outras fontes sugerem 79 e 83 anos), à 1 hora da madrugada de 4 de junho de 1891, na sua residência, o 2.º andar do número 460 da Rua 24 de Julho (hoje Avenida), freguesia de Santos-o-Velho, em Lisboa, já no estado de viúvo. Encontra-se sepultado em jazigo de família no Cemitério dos Prazeres, em Lisboa.
O acontecimento é noticiado em vários jornais da época, podendo ler-se no Diário Illustrado (edição de 5 de junho de 1891): "Falleceu hontem, com 79 annos de edade, o maestro Angelo Frondoni, que estava em Portugal desde 1838. Veio contractado pelo conde de Farrobo para o theatro das Larangeiras, e desde então nunca mais sahira de Portugal (...) Frondoni era um excentrico, sempre muito abstracto, muito esquecido. Passeava philosophicamente de cachimbo na bocca, bengala atrás das costas. Comquanto estivesse longos annos em Portugal, não conseguiu nunca fallar bem o portuguez. Assim, na sua linguagem pittorescamente estrangeirada, dava a razão de fumar sempre cachimbo: porque era «une coise munte bom para o peita.» As suas producções musicaes eram vivas, animadas, brilhantes. Ficavam no ouvido do povo (...) Frondoni deixa uma filha casada com o sr. Leon Lacombe, engenheiro da Empreza Industrial Portugueza."
 

O nome de Frondoni está na toponímia de Belém, da Póvoa do Lanhoso – onde começou a Revolução da Maria da Fonte –  e da cidade do Porto.